# Mühlenfließ (Ostsee)
Das Mühlenfließ ist ein Ostseezufluss in Bad Doberan, der das Wasser mehrerer Bäche an der Niederung um den Conventer See vorbei in die Ostsee leitet. Im 19. Jahrhundert diente es tatsächlich dem Betrieb von Mühlen, und bis Anfang der 1960er Jahre mündete es selber in den Conventer See. Durch die Trockenlegung ist das Oberflächenniveau der Conventer Niederung seither unter den Meeresspiegel abgesackt. Seit Anfang des neuen Jahrtausends macht man sich daran, die Feuchtgebiete der Niederung zu erhalten.
Das Fließ beginnt in Bad Doberan nordöstlich des Münsters, wo drei in der östlichen Fortsetzung der Kühlung entspringende Bäche zusammenfließen (54° 6′ 36″ N, 11° 54′ 47″ O, 10 m ü. NHN). Das Bollhägener Fließ ist mit seinen 14 km der längste und wird als Oberlauf des Mühlenfließes betrachtet. Der Althöfer Bach ist etwa 9,5 km lang. Der Wallbach hat zwei Quellbäche, und beider Quellen sind etwa 5,5 Bachkilometer vom Beginn des Mühlenfließes entfernt.

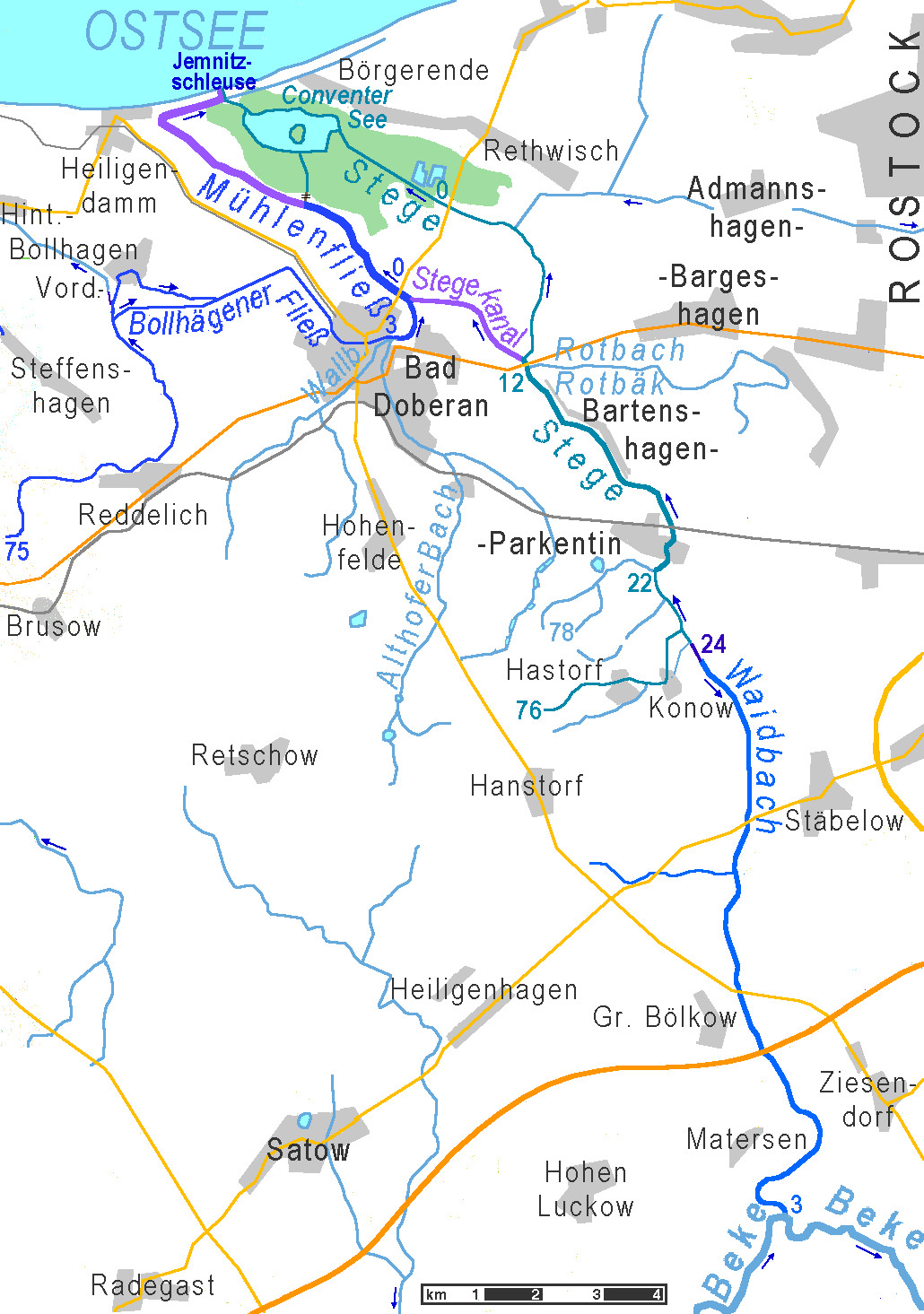
Mühlenfließ, Stege und Waidbach
dunkel lila = Pseudobifurkation
lila = um 1968 neu angelegt
grüne Fläche unter 0 m NHN

Einen Kilometer stromabwärts von dieser Stelle wurde der Stegekanal angeschlossen, der Wasser aus dem südlichen und östlichen Umland heranleitet. Da dieses mehr ist, als aus dem oberen Teil des Mühlenfließes, werden oberer Teil der Stege und unterer Teil des Mühlenfließes hydrografisch als dasselbe Gewässer klassifiziert. Vom Anschluss des Kanals an führt das Fließ am nordöstlichen Fuß eines Moränenrückens entlang bis zum Seedeich, verläuft dann an dessen Landseite nordostwärts und passiert schließlich an der alten Mündung der Stege den Deich nach 6,1 km durch die Jemnitzschleuse. Vom Zusammenfluss der drei Bäche bis ins Meer sind das 7,1 km, von der Quelle des Bollenhägener Fließes 21 km.